# Tourisme dans les Alpes-de-Haute-Provence

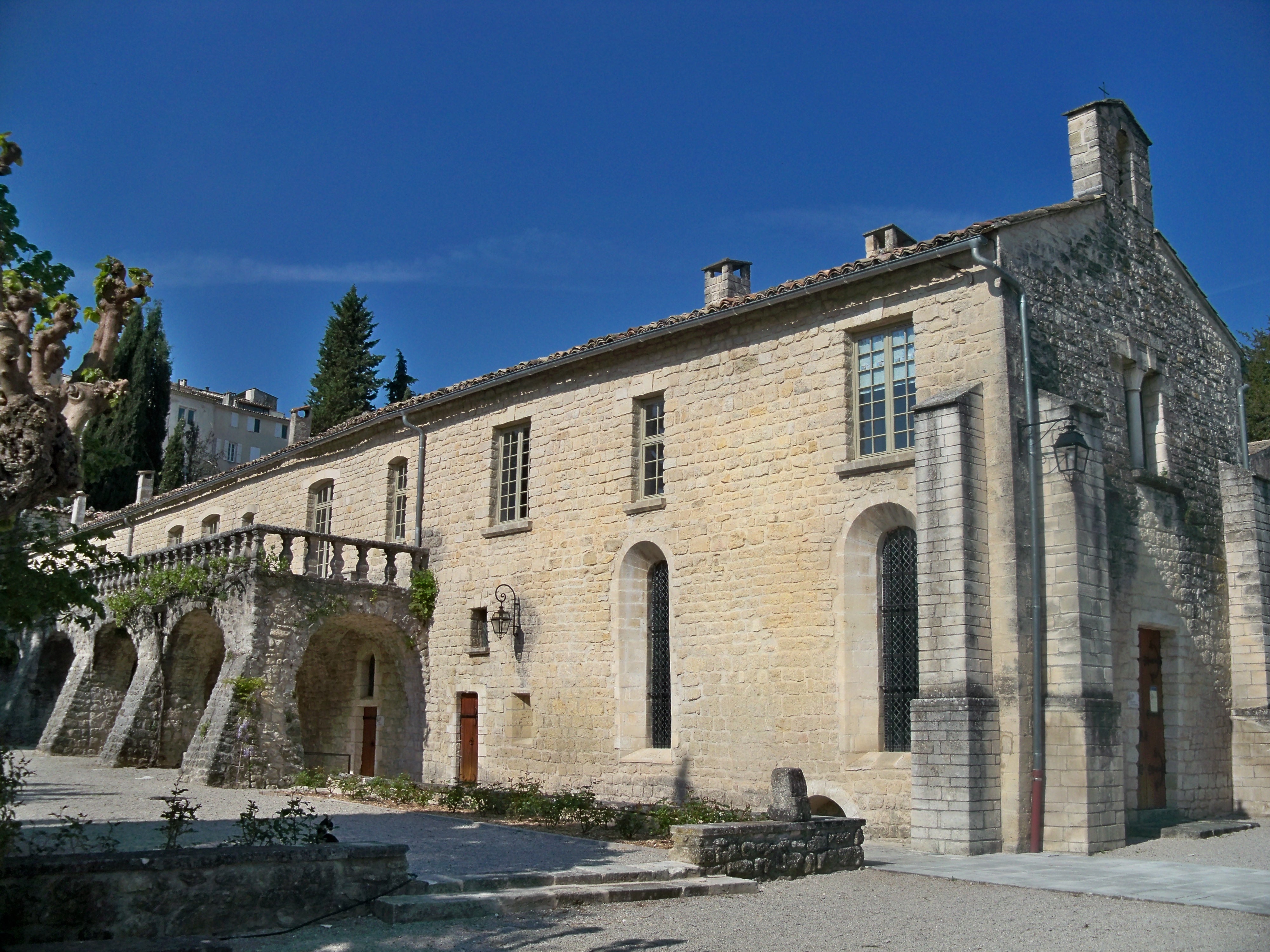
Siège de la Fédération Nationale des Bistrots de Pays à Forcalquier

Cet article fournit diverses informations concernant le tourisme dans le département des Alpes-de-Haute-Provence en France.

## Un secteur économique important
Dans les Alpes de Haute-Provence, le tourisme représente une activité économique majeure :	
- 40 % du PIB du département ;
- 380 millions d’euros de chiffre d’affaires annuel ;
- 15 millions de nuitées par an[1].

Le secteur de l’hôtellerie et de la restauration employait, fin 2006, 2 285 salariés. Le parc hôtelier se composait de 140 établissements, représentant 2 841 chambres. Plus des deux tiers de ces établissements étaient classés deux étoiles. Le département comptait également près d’une cinquantaine de centres de vacances familiaux.

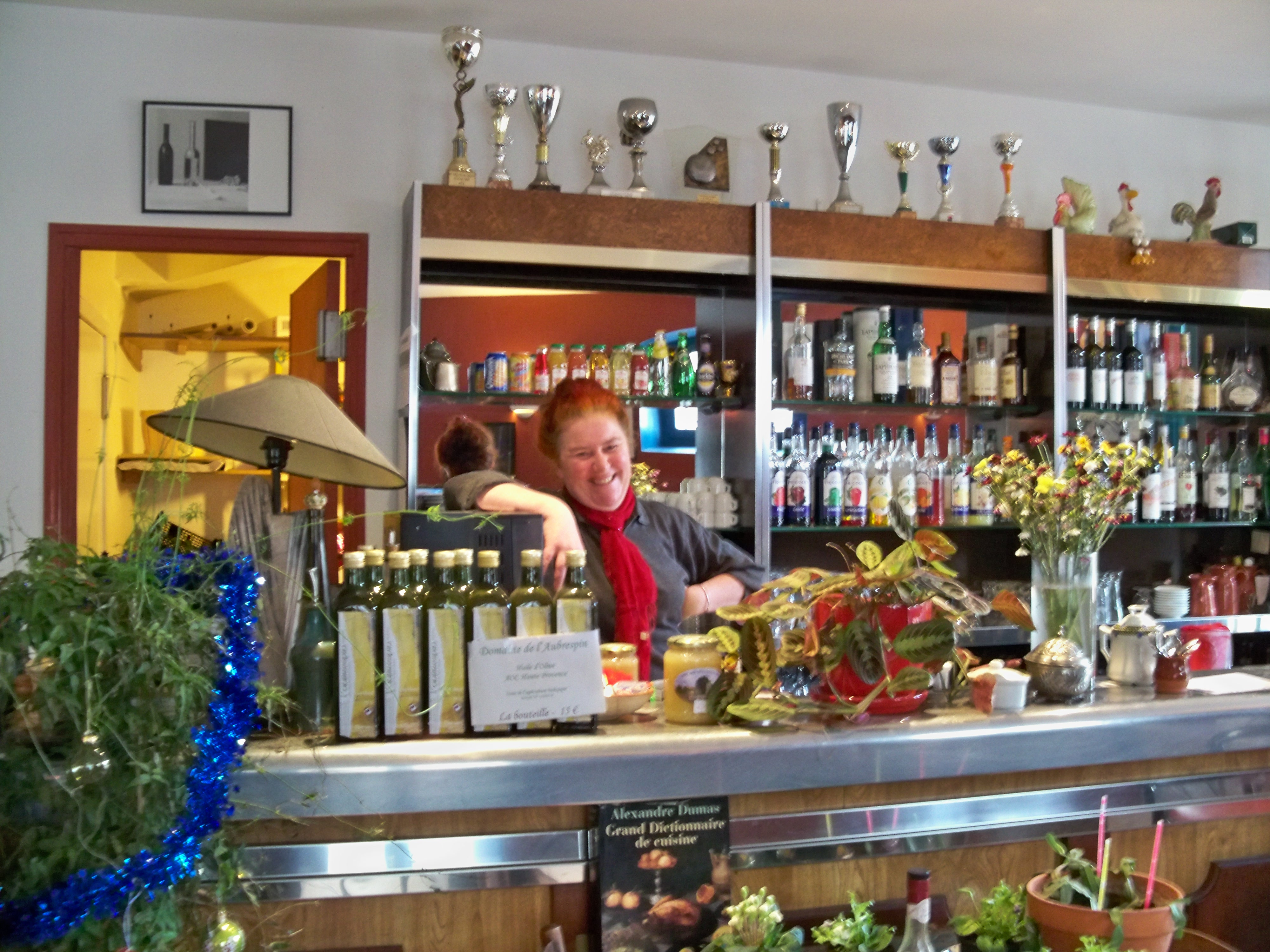
Emmanuelle Burollet, Café de la Lavande à Lardiers, le doyen des Bistrots de pays.

1992, le SIVOM du pays de Forcalquier et Montagne de Lure, département des Alpes-de-Haute-Provence, lance le projet.
Le 25 octobre 1993, le nom « Bistrot de Pays » devient une marque déposée. Ce dépôt est renouvelé le 15 septembre 2003. Entre-temps, en 2000, ils s'étaient vus décerner le 1er prix de l'initiative territoriale.
Sylvia Pinel, ministre de l'Artisanat, du Commerce et du Tourisme, a été l'invitée, le 12 juillet 2013 à Niozelles, des représentants de l'association Bistrot de Pays, qui fêtaient cette année leur vingtième anniversaire. Aux côtés de son hôte Bernard Raynal, président de la fédération nationale des Bistrots de Pays, se trouvaient le sénateur Claude Domeizel, le député Christophe Castaner et le vice-président de la région Jean-Yves Roux. La ministre était accompagnée par le préfet Patricia Willaert et le sous-préfet François Ambroggiani. Un déjeuner de travail de deux heures s'est tenu au bistrot où les avait accueilli Paul Romand, maire de la commune.
Le siège social de la fédération est fixé à : Le Grand Carré 13, Boulevard des Martyrs, 04300 Forcalquier, dans l'ancien Couvent des Cordeliers.

Bistrot de pays de Niozelles : réception et déjeuner de travail de Sylvia Pinel, ministre du Tourisme
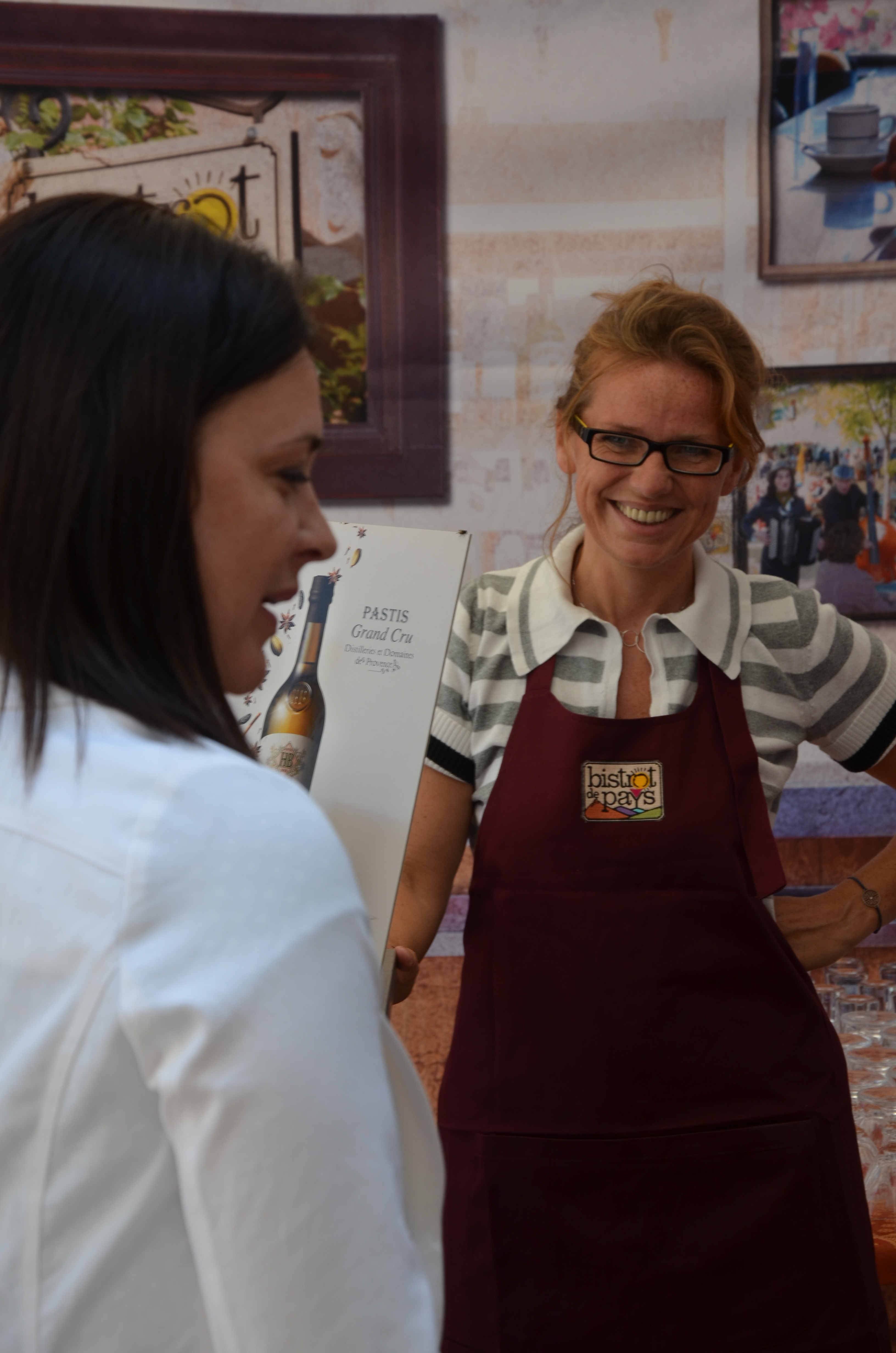
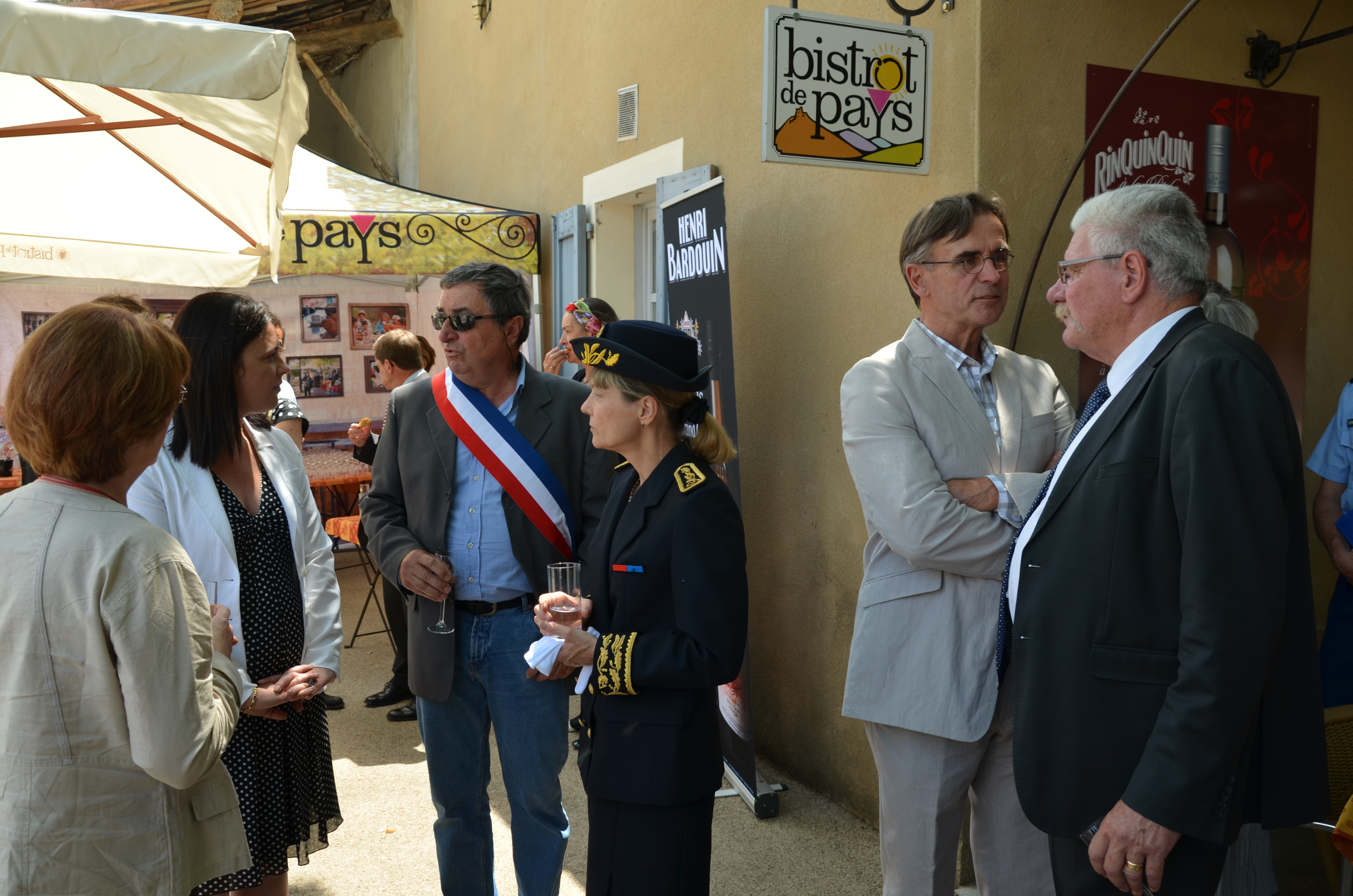
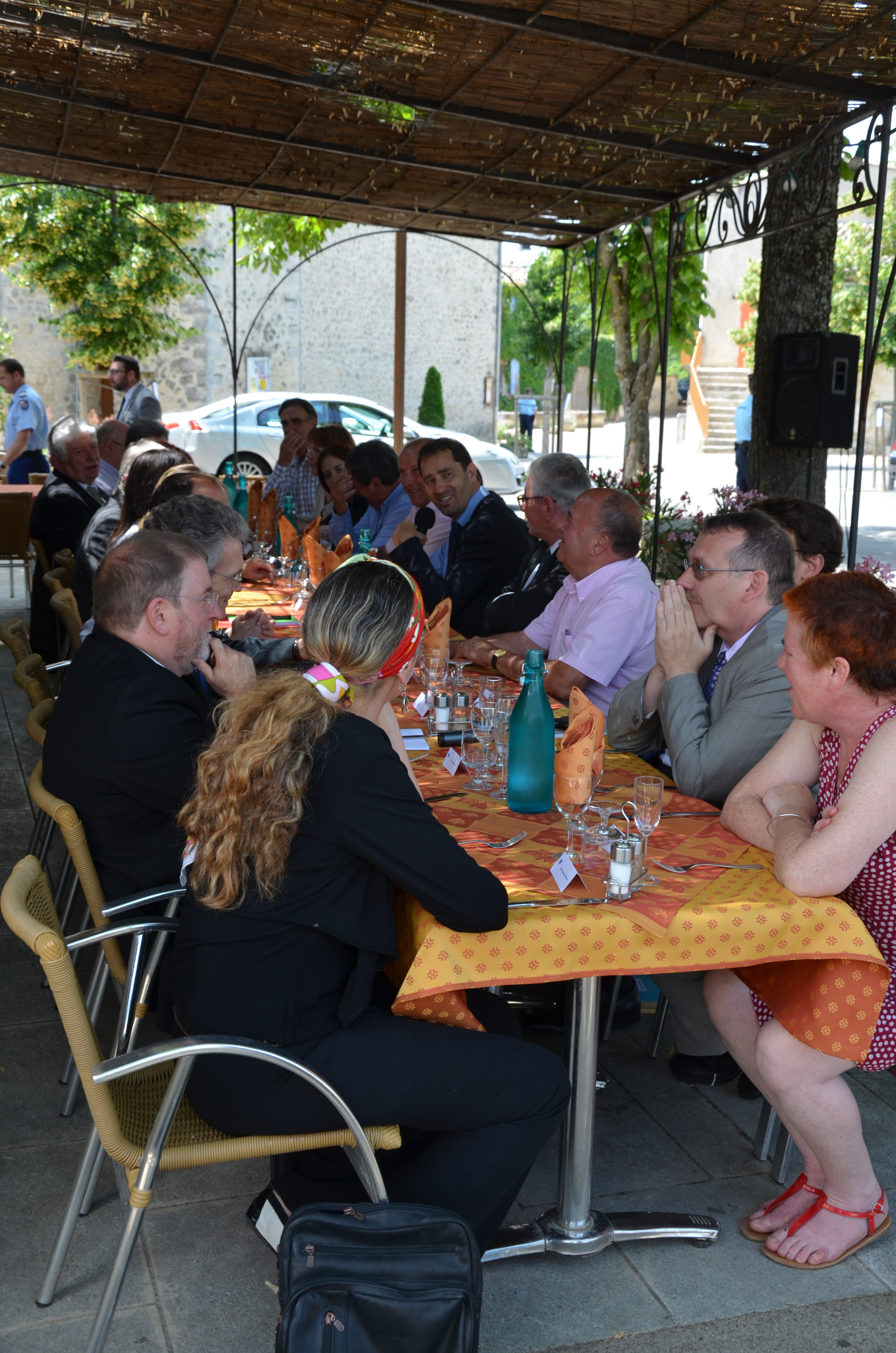

## Les activités sportives

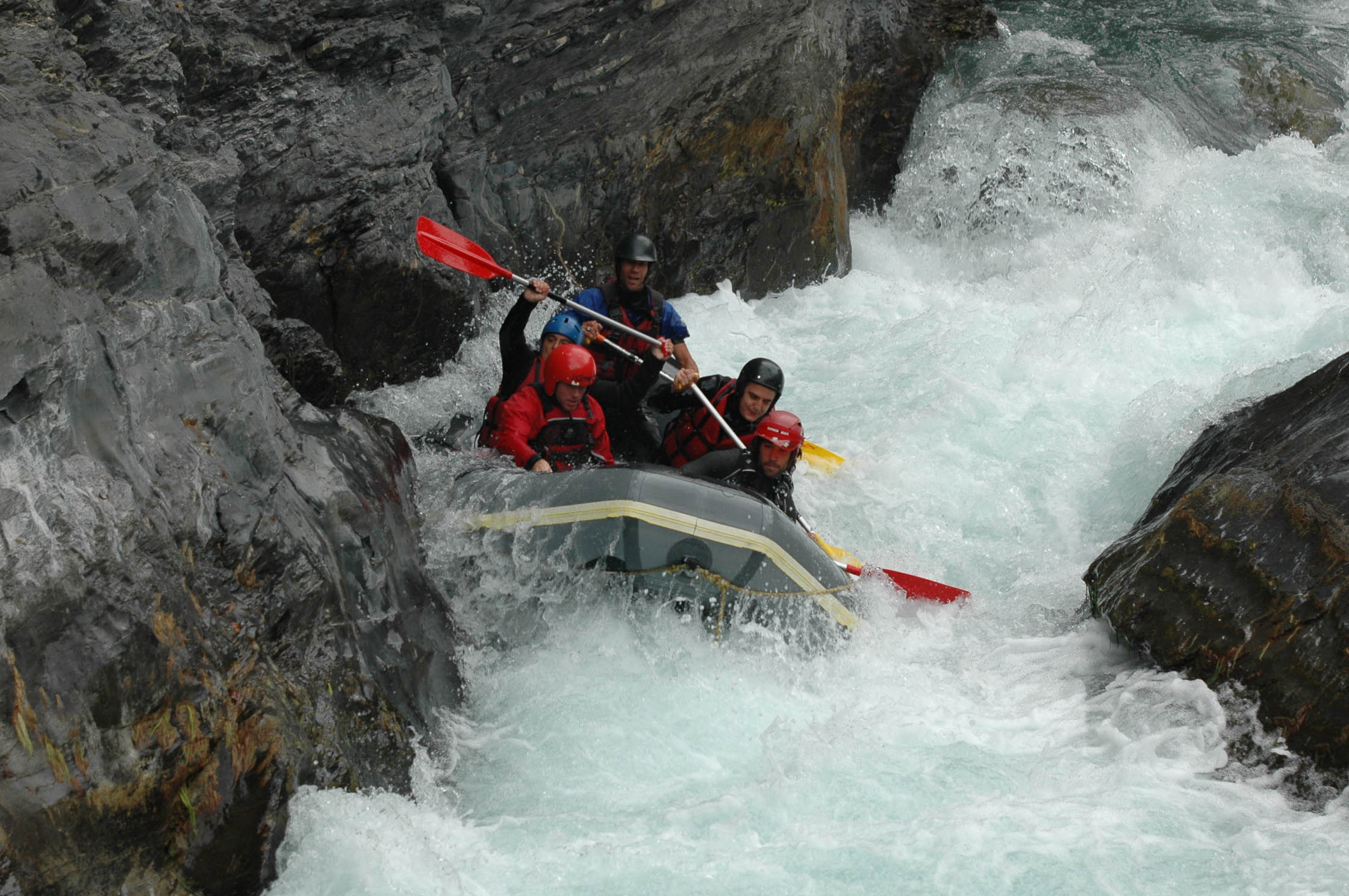
Rafting dans l'Ubaye

La Haute-Provence est une région privilégiée pour la pratique des sports de plein air, qu’ils soient aériens, vol à voile (Château Arnoux), parapente, terrestres (escalade, randonnée pédestre, randonnée équestre, VTT ou aquatiques (rafting, canyoning). Les gorges du Verdon abritent des sites d’escalade réputés et se prêtent à de nombreuses autres activités sportives. Les lacs artificiels de Serre-Ponçon, de Sainte Croix, et de Castillon (Moyen Verdon) permettent la pratique de sports nautiques.
Les sports d’hiver sont également bien représentés avec les stations de ski des vallées de l’Ubaye : Pra Loup, Le Sauze, Sainte Anne, de Blanche Serre-Ponçon près de Seyne-les-Alpes: Montclar Les 2 Vallées, Le Grand Puy et Chabanon-Selonnet ainsi que les stations du Val d'Allos : Val d'Allos. Les stations de Pra-Loup et de Val d’Allos La Foux forment l'Espace Lumière, un domaine relié de 180 km, le plus grand des Alpes du Sud.
Les sites nordiques permettent également la pratique de nombreuses activités nordiques : ski de fond, ski de randonnée, course à pied, trail sur neige, randonnées à raquettes, chiens de traîneaux. En Ubaye : à Val d’Oronaye Larche, Saint-Paul-sur-Ubaye – Maurin Maljasset, Barcelonnette, sur le golf du Bois Chenu. Dans le Val d'Allos, à Ratery 1700, près de Colmars-les-Alpes, à La-Colle-Saint-Michel. En Blanche Serre-Ponçon, près de Seyne, avec le site de pleine nature Le Fanget. Entre les Alpes de Haute Provence et les Hautes Alpes, le domaine de Venterol. Et la Montagne de Lure. 

## Le Parc naturel régional du Luberon
Dans les Alpes de Haute-Provence, dix-huit communes ont adhéré à la charte du Parc naturel régional du Luberon:
|  | - Aubenas-les-Alpes - La Brillanne - Céreste - Dauphin - Forcalquier - Limans - Lurs - Manosque | - Montfuron - Montjustin - Niozelles - Oppedette - Pierrerue - Pierrevert - Reillanne - Revest-des-Brousses | - Saint-Maime - Saint-Martin-les-Eaux - Saint-Michel-l'Observatoire - Sainte-Tulle - Sigonce - Vachères - Villemus - Villeneuve - Volx |

## Le Parc naturel régional du Verdon
Dans les Alpes de Haute-Provence, vingt-six communes ont adhéré à la charte du Parc naturel régional du Verdon:
|  | - Allemagne-en-Provence - Angles - Blieux - Brunet - Castellane - Esparron-de-Verdon - Gréoux-les-Bains - La Garde - La Palud-sur-Verdon | - Majastres - Montagnac-Montpezat - Moustiers-Sainte-Marie - Peyroules - Puimoisson - Quinson - Riez - Rougon - Roumoules | - Saint-André-les-Alpes - Saint-Julien-du-Verdon - Saint-Jurs - Saint-Laurent-du-Verdon - Saint-Martin-de-Brômes - Sainte-Croix-de-Verdon - Valensole - Vinon-sur-Verdon |

## LeParc national du Mercantour
Le parc national du Mercantour s’étend sur les départements des Alpes-Maritimes (pour les trois quarts de son étendue) et des Alpes-de-Haute-Provence pour le quart, et comporte 28 communes périphériques dont 6 dans le département des Alpes de Haute-Provence.
Dans le département des Alpes de Haute-Provence il est bordé par l’Ubaye au nord et le Verdon à l’ouest. Les communes de la zone périphérique constituent des « portes du parc » d’une grande richesse architecturale et un patrimoine naturel remarquable :
- Allos (avec le lac d’Allos) ;
- Colmars-les-Alpes (dont les fortifications ont été inscrites au patrimoine mondial de l’Unesco) ;
- Barcelonnette (avec ses villas mexicaines).

## La Réserve Naturelle Géologique de Haute-Provence
La Réserve Géologique fait partie du réseau "European Geoparks Network" soutenu par l'UNESCO, qu'elle a contribué à fonder en l'an 2000.  Véritable musée à ciel ouvert de 2 300 km2 dans lequel on trouve beaucoup d’endroits où les plissements sont visibles, ainsi que des traces spectaculaires de vie ancienne, comme la dalle aux Ammonites, à quelques kilomètres au nord de Digne-les-Bains. En particulier, le secteur de Barrême, riche en sites fossilifères, peut se prévaloir d’avoir donné son nom à une époque de l’ère secondaire, le Barrémien. Au sud, les gorges du Verdon présentent des paysages uniques en leur genre, avec une très grande verticalité. On trouve aussi des lacs naturels en haute montagne.

## Villes et villages fleuris
Sept villes et douze villages du département ont reçu une ou plusieurs fleurs dans le cadre du concours des villes et villages fleuris qui récompense les villes et les villages ayant œuvré pour le développement des espaces verts dans leur commune.
| Une fleur                                                        | Deux fleurs | Trois fleurs                                                   |
| - Barcelonnette - Castellane - Manosque - Pierrevert - Valensole | - Allos - Aubenas-les-Alpes - Colmars - Cruis - Gréoux-les-Bains - Jausiers - Prads-Haute-Bléone - Sainte-Croix-du-Verdon - Sainte-Tulle - Uvernet-Fours | - Digne-les-Bains - Larche - Moustiers-Sainte-Marie - Sisteron |

## Villages et cités de caractère
Dans le département des Alpes de Haute-Provence, quinze villages détiennent le label Villages et cités de caractère:
| - Annot - Castellane - Colmars - Cruis - Dauphin | - Entrevaux - Lurs - Mane - Montfuron - Moustiers-Sainte-Marie | - Riez - Saint-Martin-de-Brômes - Saint-Michel l’Observatoire-Lincel - Seyne - Simiane-la-Rotonde |

## Le thermalisme

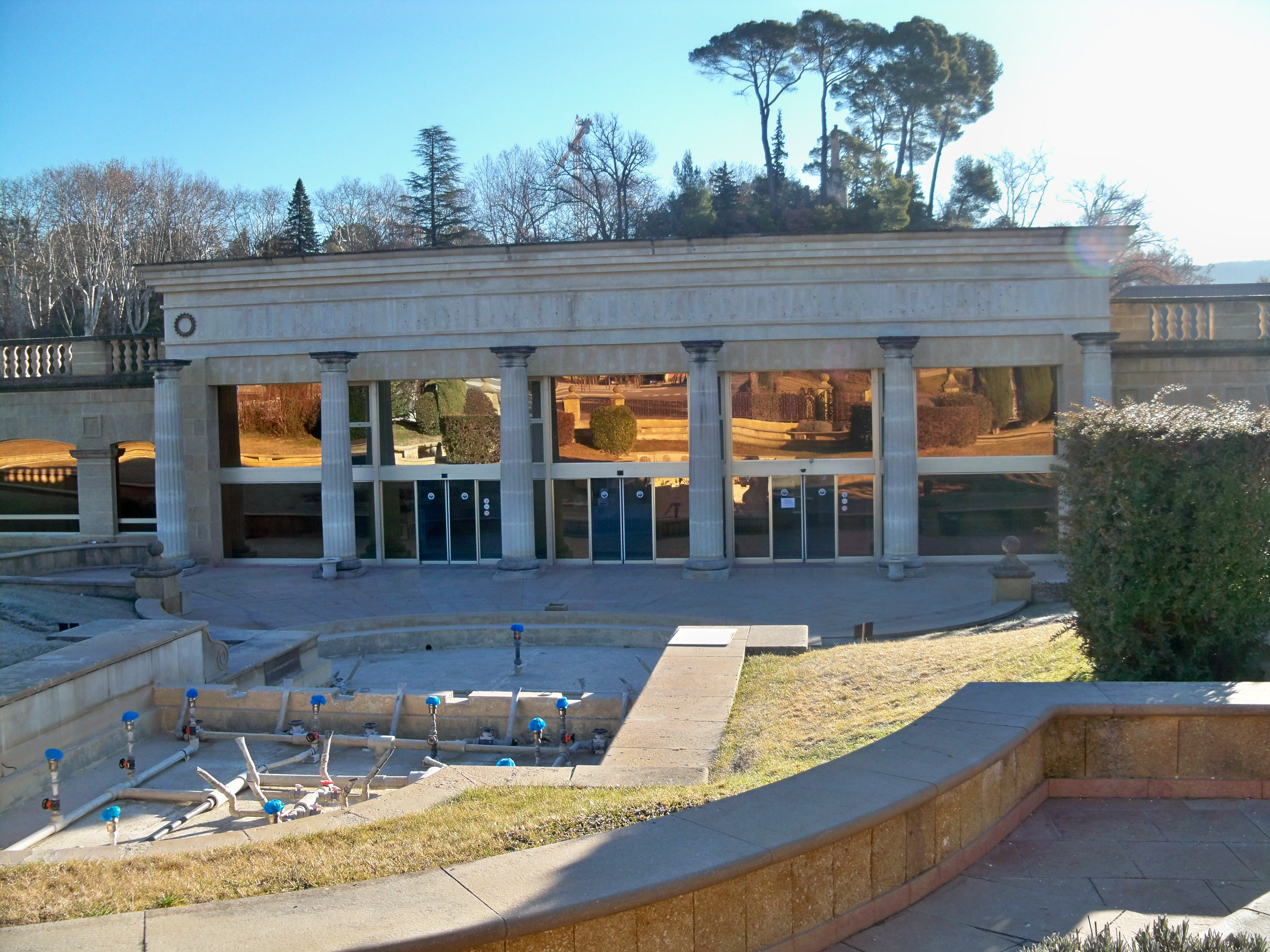
Thermes de Gréoux-les-Bains

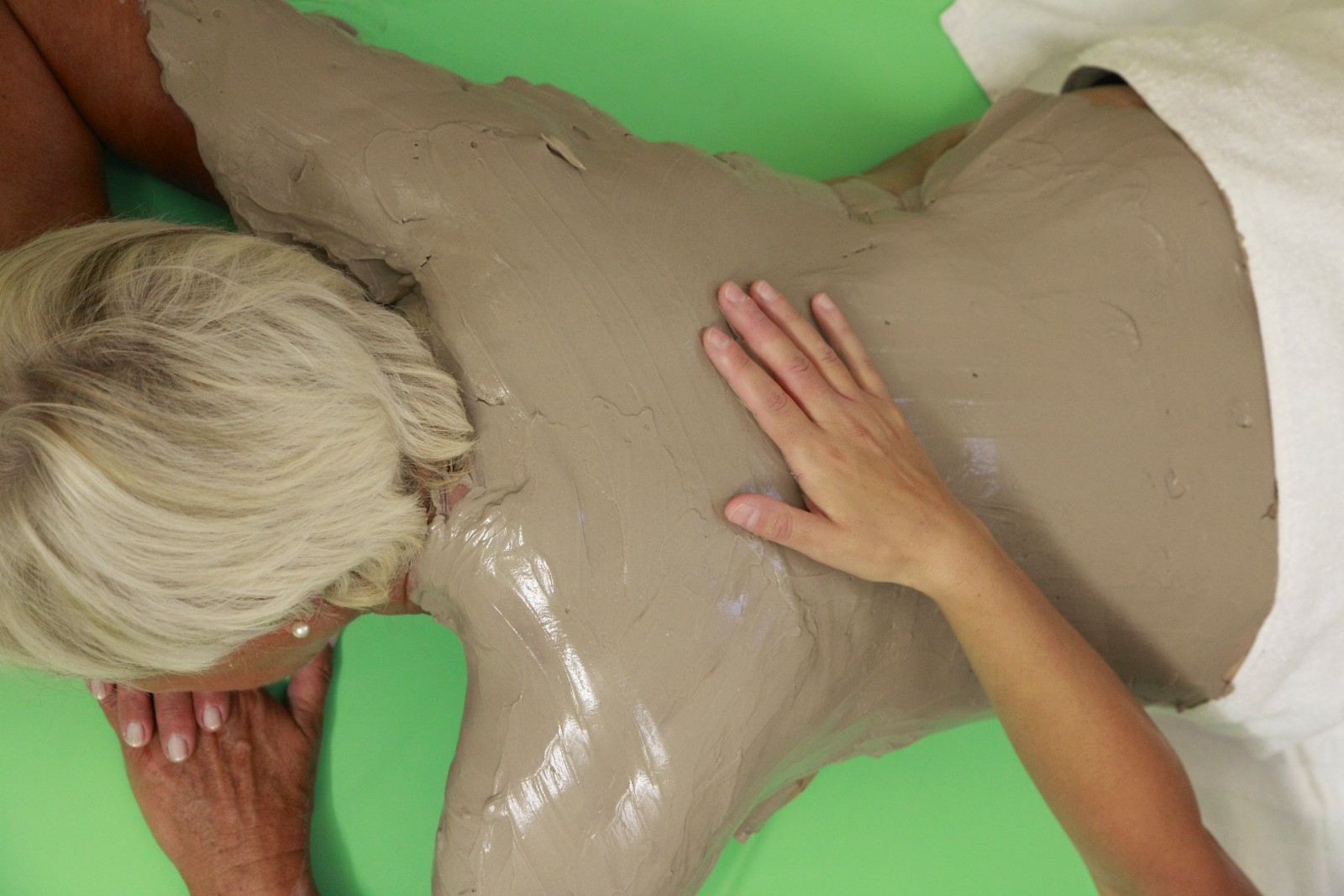
Modelage aux boues aux thermes de Digne-les-Bains

En région PACA, les Alpes-de-Haute-Provence sont le seul département à offrir deux grands centres de thermalisme à Digne-les-Bains et à Gréoux-les-Bains.
La station thermale de Digne est spécialisée dans la rhumatologie (rhumatismes, arthrose, séquelles de traumatismes) et le traitement des voies respiratoires. De plus, ils offrent aux curistes « un espace bien-être avec piscine d’eau thermale, sauna et hammam et d’une salle de fitness. Des séances d’aquagym y sont organisées. ».
La station thermale de Gréoux est « particulièrement recommandé aux personnes souffrant de rhumatismes et de maladies respiratoires ou ORL. ».

## Autre
Plus anecdotique, la "Cité sainte de l’aumisme" couramment appelée (Mandarom) (considérée comme une organisation sectaire) à Castellane, avec son architecture hétéroclite, attire encore quelques curieux. Mais depuis la destruction sur ordre de justice en 2001 de la statue monumentale appelée « la Statue du Messie Cosmo-Planétaire » (qui représentait son fondateur Gilbert Bourdin), la fréquentation est en baisse constante (10 000 visiteurs par an dans les années fastes, selon les adeptes du Mandarom).